# Орланд (Пенсилванија)
Орланд (енгл. Oreland) насељено је место без административног статуса у америчкој савезној држави Пенсилванија.

## Демографија
По попису из 2010. године број становника је 5.678, што је 169 (3,1%) становника више него 2000. године.
| Група             | 2000.         | 2010.         |
| Белци             | 4.665 (84,7%) | 4.458 (78,5%) |
| Афроамериканци    | 666 (12,1%)   | 828 (14,6%)   |
| Азијати           | 82 (1,5%)     | 155 (2,7%)    |
| Хиспаноамериканци | 50 (0,9%)     | 139 (2,4%)    |
| Укупно            | 5.509         | 5.678         |